# イヴの序曲
『イヴの序曲』（原題：All About Eve）は、イングランドのバンド、オール・アバウト・イヴが1988年に発表した初のスタジオ・アルバム。

## 背景
バンドはマーキュリー・レコードとの契約前、既にインディーズからデビューを果たしており、1987年には「Our Summer」および「Flowers in Our Hair」が全英シングルチャートでトップ100入りした。そして同年には、メジャー・デビュー・シングル「イン・ザ・クラウズ」が全英47位を記録している。
クレジットではマーク・プライスがバンドの正式ドラマーとして記載されているが、プライスは本作では14曲中8曲への参加にとどまり、ミック・ブラウンやグレッグ・ブリムストーンといったドラマーも起用された。ただし、一部の曲はドラマー不在の編成で録音され、「恋人たちの港」はジュリアンヌ・リーガン（ボーカル）とティム・ブリッチェノ（ギター）の2人だけの演奏で、「ライク・エミリー」ではベーシストのアンディ・カズンがドラム・プログラミングも兼任し、「やすらぎの男」はプライスを除くメンバー3人とポール・サミュエル＝スミスによる録音、「レディ・ムーンライト」はメンバー3人とサイモン・ヒンクラーによる録音である。

## 反響・評価
本作は1988年2月27日付の全英アルバムチャートで初登場7位となり、合計29週トップ100入りした。本作からの先行シングル「ワイルド・ハーテッド・ウーマン」は全英33位に達し、続いて「エヴリ・エンジェル」（同30位）、「恋人たちの港」（同10位）、「カインド・オブ・フール」（同29位）がシングル・カットされて、計4作の全英トップ40シングルが生まれた。
クリス・トゥルーはオールミュージックにおいて5点満点中4点を付け「幾分ゴス的な要素もあるとはいえ、『イヴの序曲』は不吉さよりもフォーク色が強く、バウハウスやシスターズ・オブ・マーシーと言うよりは、後期フェアポート・コンヴェンションの伝統を継承している」と評している。

## 収録曲
特記なき楽曲はジュリアンヌ・リーガン、ティム・ブリッチェノ、アンディ・カズンの共作。LPは11曲入りだが、CDおよびカセットには「ライク・エミリー」、「やすらぎの男」、「レディ・ムーンライト」が追加された。
1. 愛の花園 - "Flowers in Our Hair" - 4:25
2. ジプシー・ダンス - "Gypsy Dance" - 4:04
3. イン・ザ・クラウズ - "In the Clouds" - 3:33
4. 恋人たちの港 - "Martha's Harbour" - 3:12
5. エヴリ・エンジェル - "Every Angel" - 3:57
6. ライク・エミリー - "Like Emily" - 5:16
7. 愛の隠れ家 - "Shelter from the Rain" - 5:24
8. 春を待ちわびて - "She Moves Through the Fair" (Traditional) - 5:06
9. ワイルド・ハーテッド・ウーマン - "Wild Hearted Woman" (Julianne Regan, Tim Bricheno, Andy Cousin, Mick Brown) - 3:25
10. ネヴァー・プロミス（エニワン・フォーエヴァー） - "Never Promise (Anyone Forever)" - 3:53
11. やすらぎの男 - "Apple Tree Man" - 3:59
12. カインド・オブ・フール - "What Kind of Fool" - 4:02
13. イン・ザ・メドウ - "In the Meadow" - 5:35
14. レディ・ムーンライト - "Lady Moonlight" - 4:12

### 2004年再発CD (UICY-3386)ボーナス・トラック
1. イン・ザ・クラウズ（12インチ・ヴァージョン） - "In the Clouds (12" Version)" - 5:11
2. エヴリ・エンジェル（12インチ・ヴァージョン） - "Every Angel (12" Version)" - 5:50

### 2015年リマスターCD

#### ディスク1
1. "Flowers in Our Hair" - 4:26
2. "Gypsy Dance" - 4:05
3. "In the Clouds" - 3:34
4. "Martha's Harbour" - 3:14
5. "Every Angel" - 4:01
6. "Shelter from the Rain" - 5:25
7. "She Moves Through the Fair" (Traditional) - 5:40
8. "Wild Hearted Woman" (J. Regan, T. Bricheno, A. Cousin, M. Brown) - 3:31
9. "Never Promise (Anyone Forever)" - 3:54
10. "What Kind of Fool" - 4:03
11. "In the Meadow" - 5:37
12. "Our Summer (extended version)" - 4:30
13. "Flowers in Our Hair (extended version)" - 5:17
14. "In the Clouds (extended version)" - 5:08
15. "Wild Hearted Woman (extended version)" (J. Regan, T. Bricheno, A. Cousin, M. Brown) - 5:01
16. "Every Angel (extended version)" - 5:51
17. "What Kind of Fool (Autumn Rhapsody)" - 5:25

#### ディスク2
1. "Our Summer" - 3:24
2. "Lady Moonlight" - 4:13
3. "Shelter from the Rain (B-side version)" - 5:20
4. "Flowers in Our Hair (single version)" - 4:08
5. "Paradise" - 3:54
  - シングル「Flowers in Our Hair」のB面曲。
6. "Devil Woman" (Christine Authors, Terry Britten) - 2:59
  - クリフ・リチャードのカヴァー。12インチ・シングル「Flowers in Our Hair」のB面曲。
7. "Calling Your Name" (J. Regan, T. Bricheno, A. Cousin, M. Brown) - 3:40
  - 12インチ・シングル「In the Clouds」のB面曲。
8. "Apple Tree Man" - 2:19
9. "Like Emily" - 4:00
10. "What Kind of Fool (reprise)" - 5:18
11. "Every Angel (single version)" - 3:58
12. "Wild Flowers" (J. Regan, T. Bricheno, A. Cousin, Mark Price) - 3:53
  - シングル「Every Angel」のB面曲。
13. "Candy Tree" (J. Regan, T. Bricheno, A. Cousin, M. Price) - 2:49
  - 12インチ・シングルおよびCDシングル「Every Angel」のB面曲。
14. "More Than This Hour" (J. Regan, T. Bricheno, A. Cousin, M. Price) - 2:42
  - CDシングル「Every Angel」のB面曲。
15. "Another Door" - 3:29
  - シングル「Martha's Harbour」のB面曲。
16. "In the Meadow (live)" - 5:59
17. "Never Promise (Anyone Forever) (live)" - 4:05
18. "What Kind of Fool (single version)" - 3:57
19. "Gold and Silver" (J. Regan, T. Bricheno, A. Cousin, M. Price) - 3:34
  - シングル「What Kind of Fool」のB面曲。
20. "The Garden of Jane Delawney" (Bias Boshell) - 4:02
  - トゥリーズのカヴァー。12インチ・シングル「What Kind of Fool」のB面曲。

## 参加ミュージシャン
トラック・ナンバーはCDに準拠。
- ジュリアンヌ・リーガン - ボーカル、キーボード、ピアノ、リコーダー
- ティム・ブリッチェノ - ギター
- アンディ・カズン - ベース(#4および#8を除く全曲)、ドラム・プログラミング(#6)
- マーク・プライス - ドラムス(on #1, #2, #5, #7, #8, #9, #12, #13)、パーカッション(on #2, #5, #9, #13)

アディショナル・ミュージシャン
- ポール・サミュエル＝スミス - キーボード、ピアノ、パーカッション、ドローン、リコーダー
- ピーター＝ジョン・ヴェテッシ - キーボード(on #13)
- サイモン・ヒンクラー - キーボード(on #14)
- ミック・ブラウン - ドラムス(on #3, #9, #10, #13)
- グレッグ・ブリムストーン - ドラムス(on #5)
- リック・サンダース - ヴァイオリン(on #2, #6, #8)
- ウェイン・ハッセイ（英語版） - アディショナル・ボーカル(on #7)
- アダム・ピータース - ストリングス・アレンジ、指揮(on #12)